# Лекеберг (комуна)
Комуна Лекеберг (швед. Lekebergs kommun) — адміністративно-територіальна одиниця місцевого самоврядування, що розташована в лені Еребру у центральній Швеції.
Лекеберг 185-а за величиною території комуна Швеції. Адміністративний центр комуни — місто Ф'югеста.

## Населення
Населення становить 7 316 чоловік (станом на вересень 2012 року). 
| Кількість населення комуни Лекеберг за 1995-2010 роки | Кількість населення комуни Лекеберг за 1995-2010 роки | Кількість населення комуни Лекеберг за 1995-2010 роки | Кількість населення комуни Лекеберг за 1995-2010 роки | Кількість населення комуни Лекеберг за 1995-2010 роки |
| ----------------------------------------------------- | ----------------------------------------------------- | ----------------------------------------------------- | ----------------------------------------------------- | ----------------------------------------------------- |
| Рік                                                   |                                                       |                                                       | Населення                                             |                                                       |
| 1995                                                  | 1995                                                  |                                                       | 7 054                                                 | 7 054                                                 |
| 2000                                                  | 2000                                                  |                                                       | 7 008                                                 | 7 008                                                 |
| 2010                                                  | 2010                                                  |                                                       | 7 134                                                 | 7 134                                                 |
| Джерело: SCB                                          |                                                       |                                                       |                                                       |                                                       |

## Населені пункти
Комуні підпорядковано 3 міські поселення (tätort) та низка сільських, більші з яких:
- Ф'югеста (Fjugesta)
- Ланна (Lanna)
- Мулльгиттан (Mullhyttan)
- Групен (Gropen)
- Гідінге (Hidinge)
- Квістбру (Kvistbro)

## Галерея

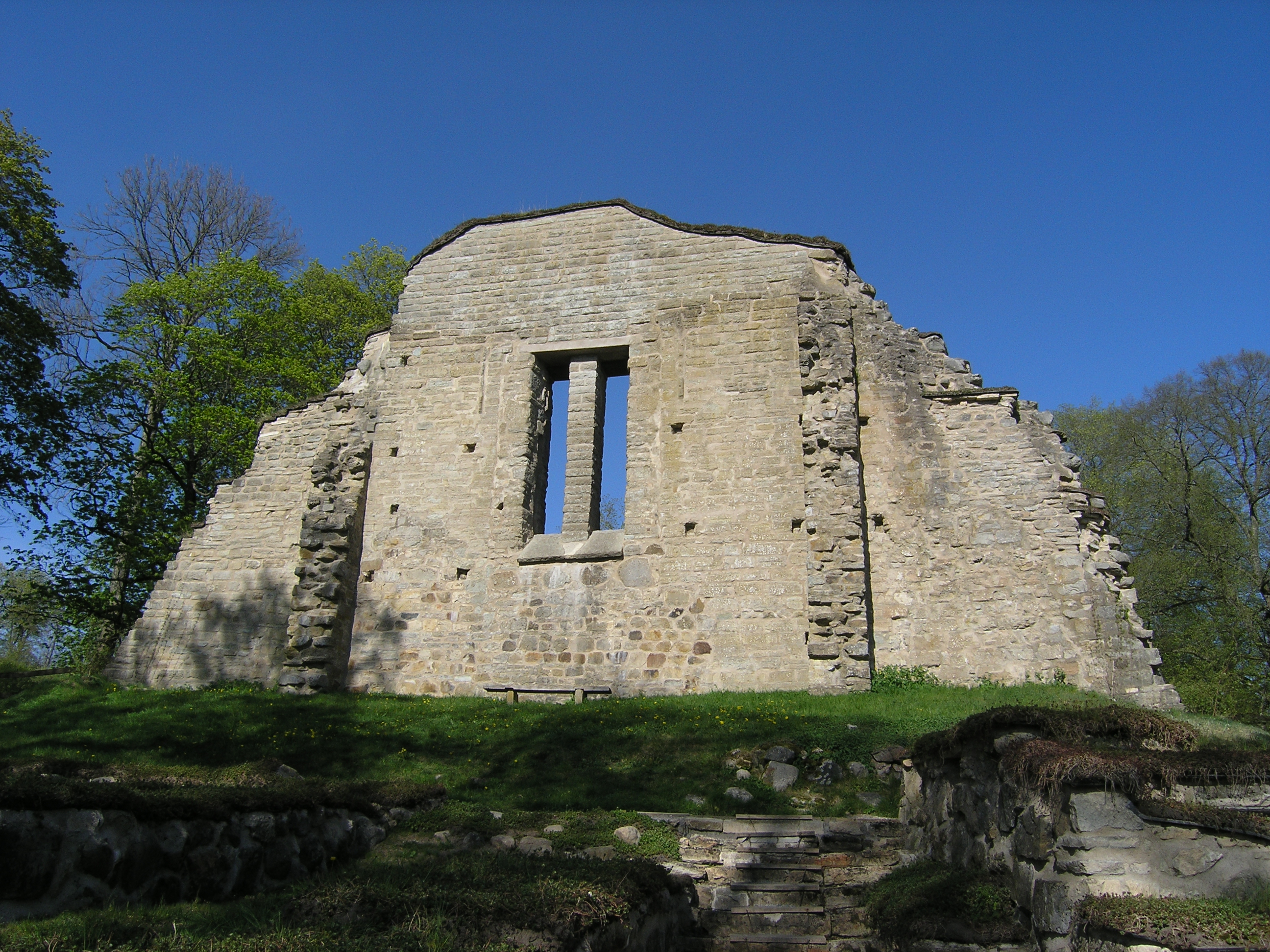
Руїни монастиря Рісеберга
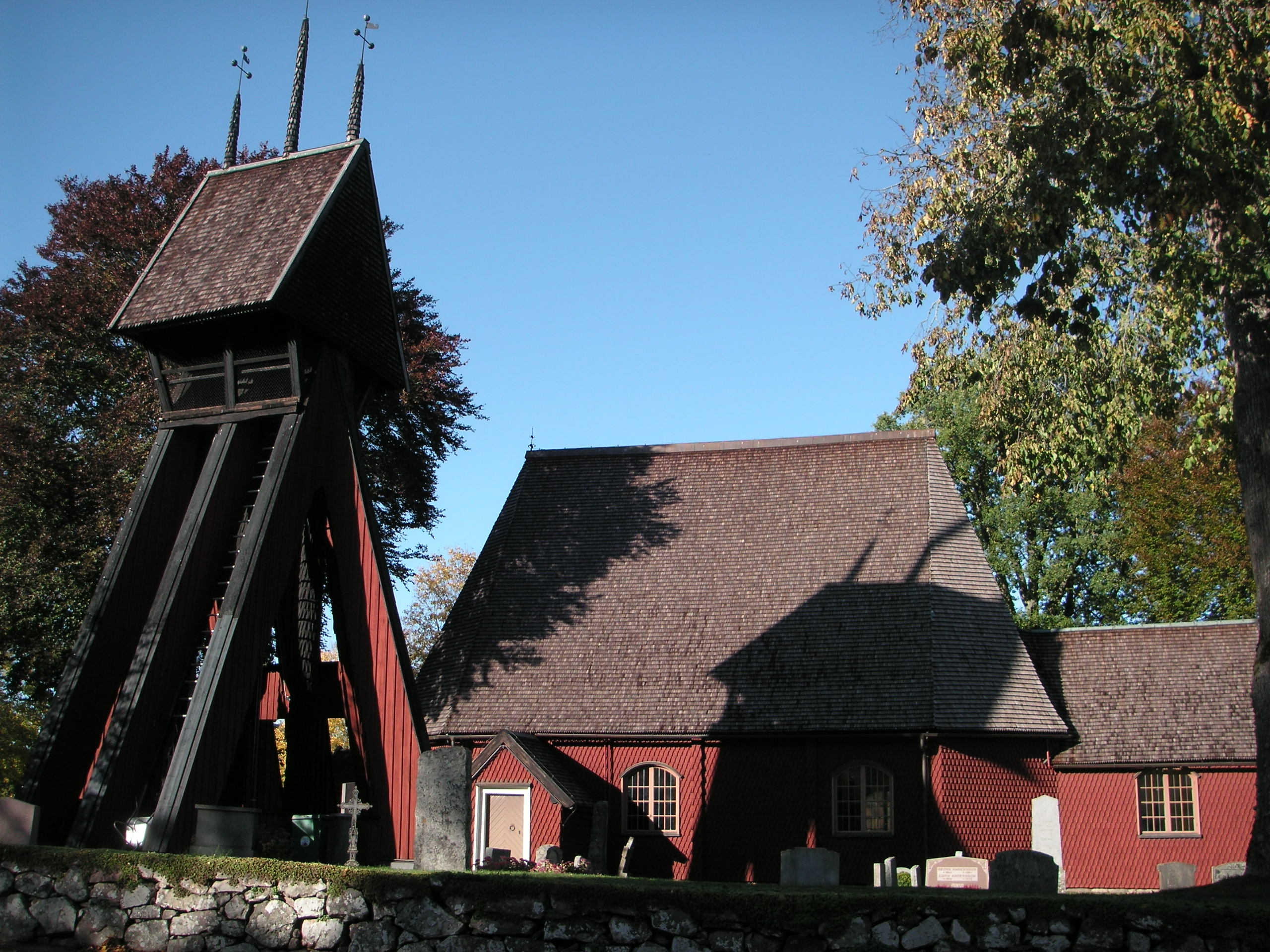
Церква (Квістбру)
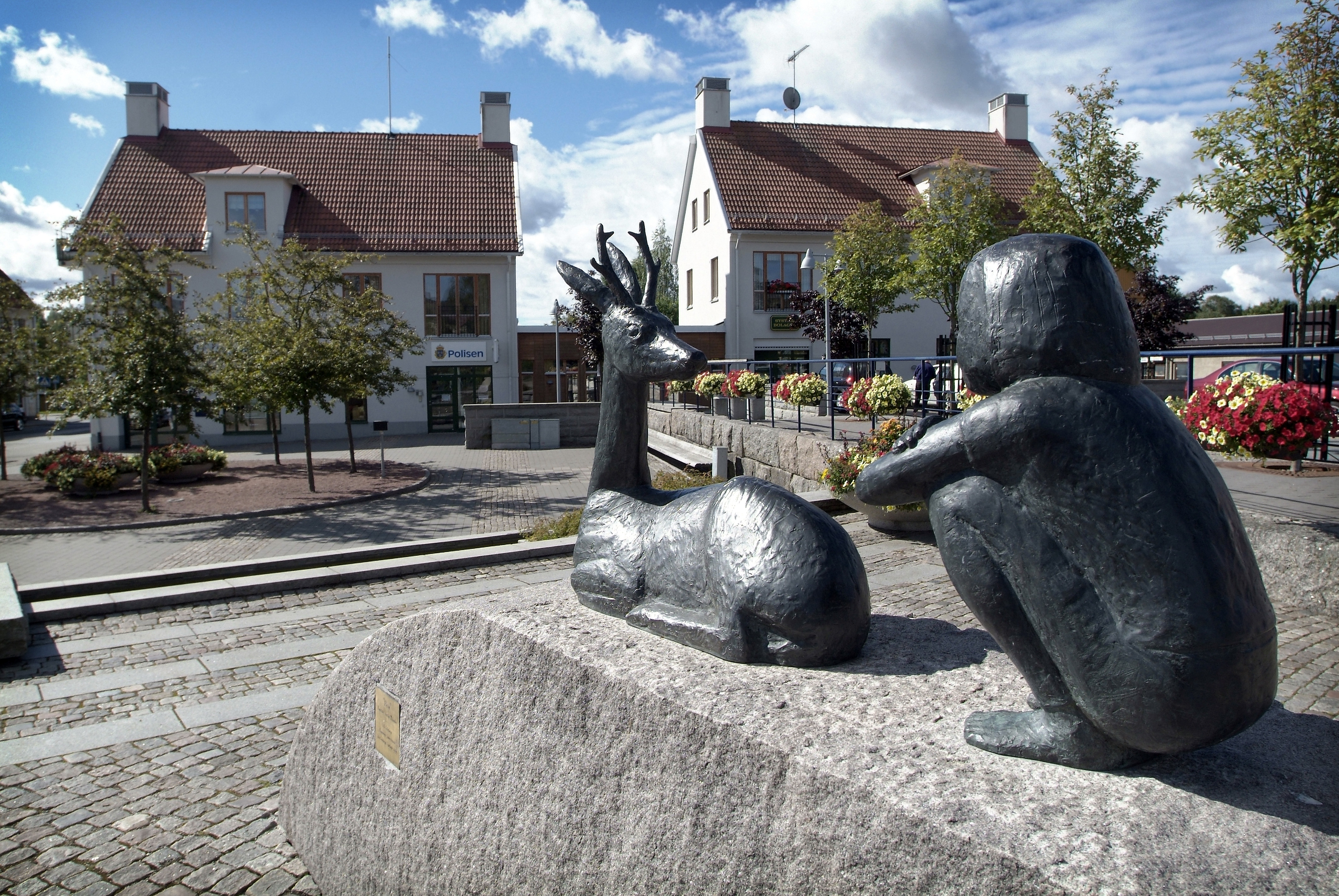
Містечко Ф'югеста
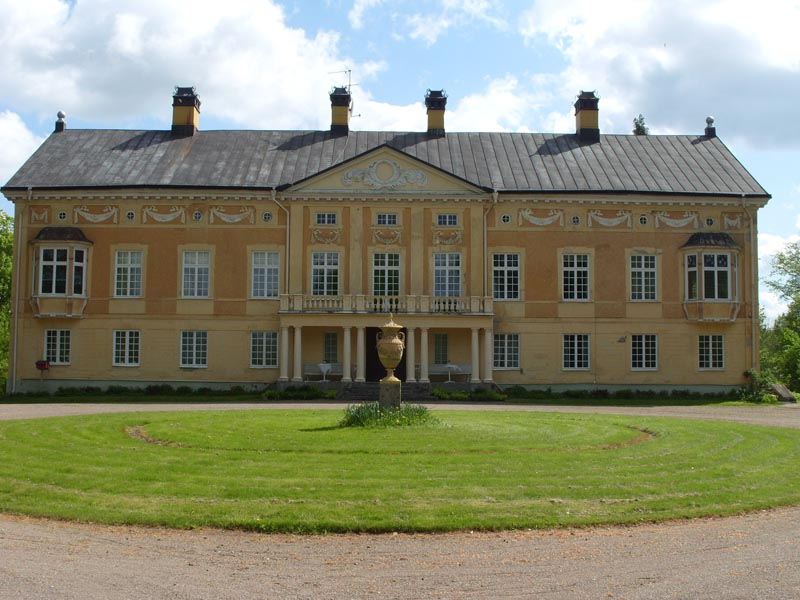
Садиба Тристорп

## Виноски
1. ↑  Folkmangd i riket, lan och kommuner (шв.) . Центральне бюро статистики Швеції. Архів оригіналу за 20 серпня 2013. Процитовано 10 лютого 2013.